# Adalberto di Babenberg
Adalberto di Babenberg, soprannominato il Vittorioso, (985 circa – Melk, 26 maggio 1055) è stato margravio d'Austria dal 1018 sino alla sua morte.

## Biografia
Terzogenito di Leopoldo I di Babenberg e Riccarda di Sualafeldgau, Adalberto succedette al fratello Enrico quando questo morì. Adalberto perseguì una politica pacifista aiutato in questo dalla conversione al cristianesimo di Stefano I d'Ungheria con cui poté instaurare rapporti amichevoli. In questa situazione di tranquillità, gli insediamenti della marca poterono estendersi verso est dove vennero bonificate vaste aree e coltivati nuovi campi.
Il clima di pace, tuttavia, si spezzò improvvisamente quando il nuovo re di Germania Corrado II il Salico, in carica dal 1024, invase l'Ungheria allo scopo di ampliare i propri domini e la Marca d'Austria venne inevitabilmente coinvolta quando l'esercito imperiale dovette ripiegare su Vienna. Adalberto fu accusato di non aver fornito al proprio signore di Germania il necessario aiuto militare per non compromettere le relazioni con i vicini ungheresi ma questo mise in crisi i rapporti con l'impero. Dopo il 1040, in un'attenta politica matrimoniale che sarà tipica dei Babenberg, Adalberto sposò in seconde nozze Frozza Orseolo, figlia del doge di Venezia Ottone Orseolo, mossa che gli consentì di intrecciare con la sempre più potente Serenissima Repubblica lucrosi traffici commerciali in sostituzione di quelli con l'Ungheria decaduti a seguito delle guerre. Le relazioni tra Adalberto e Impero si normalizzarono quando Enrico III divenne il nuovo imperatore anche se gli scontri con l'Ungheria non cessarono del tutto. Un trattato di pace venne raggiunto durante la reggenza di Agnese di Poitou, vedova dell'imperatore Enrico III; con questo vennero definiti solennemente i confini "intangibili e validi per tutti i tempi" orientali della marca austriaca rappresentati dai fiumi Morava e Leita.
Risiedette principalmente nel castello di Melk, dove successivamente diede vita all'abbazia di Melk.

## Famiglia e figli
Adalberto sposò Glismonda della Sassonia Occidentale, ma essi non ebbero figli.
Successivamente sposò Frozza Orseolo, che successivamente prese il nome di Adelaide. Essa era la sorella di Pietro Orseolo d'Ungheria. Essi ebbero:
- Ernesto, margravio d'Austria dal 1055 al 1075.

## Ascendenza
|                          |                           |   | Genitori |  |  | Nonni             |  |  | Bisnonni           |  |
|                          |                           |   |          |  |  | Enrico di Baviera |  |  | Arnolfo di Baviera |  |
|                          |                           |   |          |  |  | Enrico di Baviera |  |  | Arnolfo di Baviera |  |
|                          |                           | … |          |  |  | Enrico di Baviera |  |  |                    |  |
| Leopoldo I di Babenberg  |                           |   |          |  |  | Enrico di Baviera |  |  |                    |  |
|                          |                           | … | …        |  |  |                   |  |  |                    |  |
|                          |                           | … | …        |  |  |                   |  |  |                    |  |
|                          |                           | … | …        |  |  |                   |  |  |                    |  |
| Adalberto di Babenberg   |                           | … |          |  |  |                   |  |  |                    |  |
|                          | Enrico IV di Sualafeldgau | … |          |  |  |                   |  |  |                    |  |
|                          | Enrico IV di Sualafeldgau | … |          |  |  |                   |  |  |                    |  |
|                          | Enrico IV di Sualafeldgau | … |          |  |  |                   |  |  |                    |  |
| Riccarda di Sualafeldgau | Enrico IV di Sualafeldgau |   |          |  |  |                   |  |  |                    |  |
|                          |                           | … | …        |  |  |                   |  |  |                    |  |
|                          |                           | … | …        |  |  |                   |  |  |                    |  |
|                          |                           | … | …        |  |  |                   |  |  |                    |  |
|                          |                           | … |          |  |  |                   |  |  |                    |  |